# Acheneau
Acheneau – rzeka we Francji, przepływająca przez teren departamentu Loara Atlantycka, o długości 40 km. Stanowi lewy dopływ rzeki Loary.